# بطحت ميت
بطحت ميت هي بلدة ريفية موريتانية تقع في مقاطعة مونكل في منطقة كوركول الواقعة في جنوب موريتانيا.

## الموقع
تقع بلدة بطحت ميت في مقاطعة مونكل الواقعة في شمال منطقة كوركول في موريتانيا، وتبلغ مساحتها 347 كيلومتر مربع، ويحدها من جهة الشمال بلدية مال، ويحدها من جهة الغرب بلدية مونكل وبلدية جلوار، ويحدها من جهة الشرق بلدية بكل، بينما يحدها من جهة الجنوب بلدية أزكليم التياب.

## السكان
شهدت بلدة بطحت ميت نموًّا سكانيًّا ملحوظًا خلال القرن الحادي والعشرين، حيث ارتفع عدد سكان البلدة من 5415 نسمة في عام 2000، إلى 6352 نسمة في عام 2013 بمُعدل نمو سنوي بلغ 1.3٪ على مدى 13 عامًا.

## التاريخ
تأسست بلدة بطحت ميت بموجب المرسوم الصادر في 20 أكتوبر عام 1987 بشأن تأسيس البلديات الموريتانية.

## الإدارة
يشغل عالى ولد المبارك في الوقت الحالي منصب عمدة بلدة بطحت ميت بدءًا من عام 2018 وحتى الآن.

## الاقتصاد
تُشكل الزراعة النشاط الاقتصادي الرئيسي لسكان بلدة بطحت ميت مثلهم في ذلك مثل سكان جميع البلدات الموريتانية الموجودة في المنطقة تقريبًا. ومع ذلك فلا يزال اقتصاد البلدة متواضعًا وهش بسبب ما يواجهه من عقبات تُعرقل محاولات تنميته، ولا سيما الظروف المناخية أو قلة الإمكانيات المتوفرة للمزارعين. وفي سبيل للتغلب على هذه المعوقات، قامت الحكومة الموريتانية بالتعاون مع المنظمات غير الحكومية المختلفة لتمويل عدد من المشاريع التي تُساعد على تحسين الظروف المعيشية لسكان البلدة.

## الخدمات

### التعليم
تحتوي بلدة بطحت ميت على كلية تسمح للطلاب والدارسين من بطحت ميت والبلدات المحيطة بالوصول إلى المستوى الصحيح من الدراسة. كانت هذه الكلية قد أنشئت، وافتتحت في عام 2018 كجزء من البرامج الاجتماعية التي تهدف إلى تحسين الخدمات الأساسية للفئات المهمشة من السكان.